# Dammtorpssjön
Dammtorpssjön är en sjö i Nacka kommun i Södermanland som ingår i Norrström-Tyresåns kustområde. Sjön är 2 meter djup, har en yta på 0,164 kvadratkilometer och befinner sig 23,7 meter över havet. Dammtorpssjön ligger i Söderbysjön-Dammtorpssjön Natura 2000-område. Sjön avvattnas av vattendraget Nacka ström. Vid provfiske har bland annat abborre, björkna, gädda och mört fångats i sjön.

## Sjön
Ett äldre namn för Dammtorpssjön var Nacka sjön som har uppkommit genom att man dämt upp Nacka Ström. Här etablerades på 1500-talets mitt Nackas första industri med en hammarsmedja som tillverkade bland annat byggnadssmide, lås, redskap, kätting, husgeråd och spik. Dammtorpssjön är näringsrik och mycket grund. Sjön har en direkt anknytning till Söderbysjön i söder och avrinningen från Källtorpssjön går hit. Den östra viken, som nästan når fram till Ältavägen heter Storängsviken.
Norr om Dammtorpssjön ligger Nacka församlings äldsta kyrkogård från 1642, Södra kyrkogården.

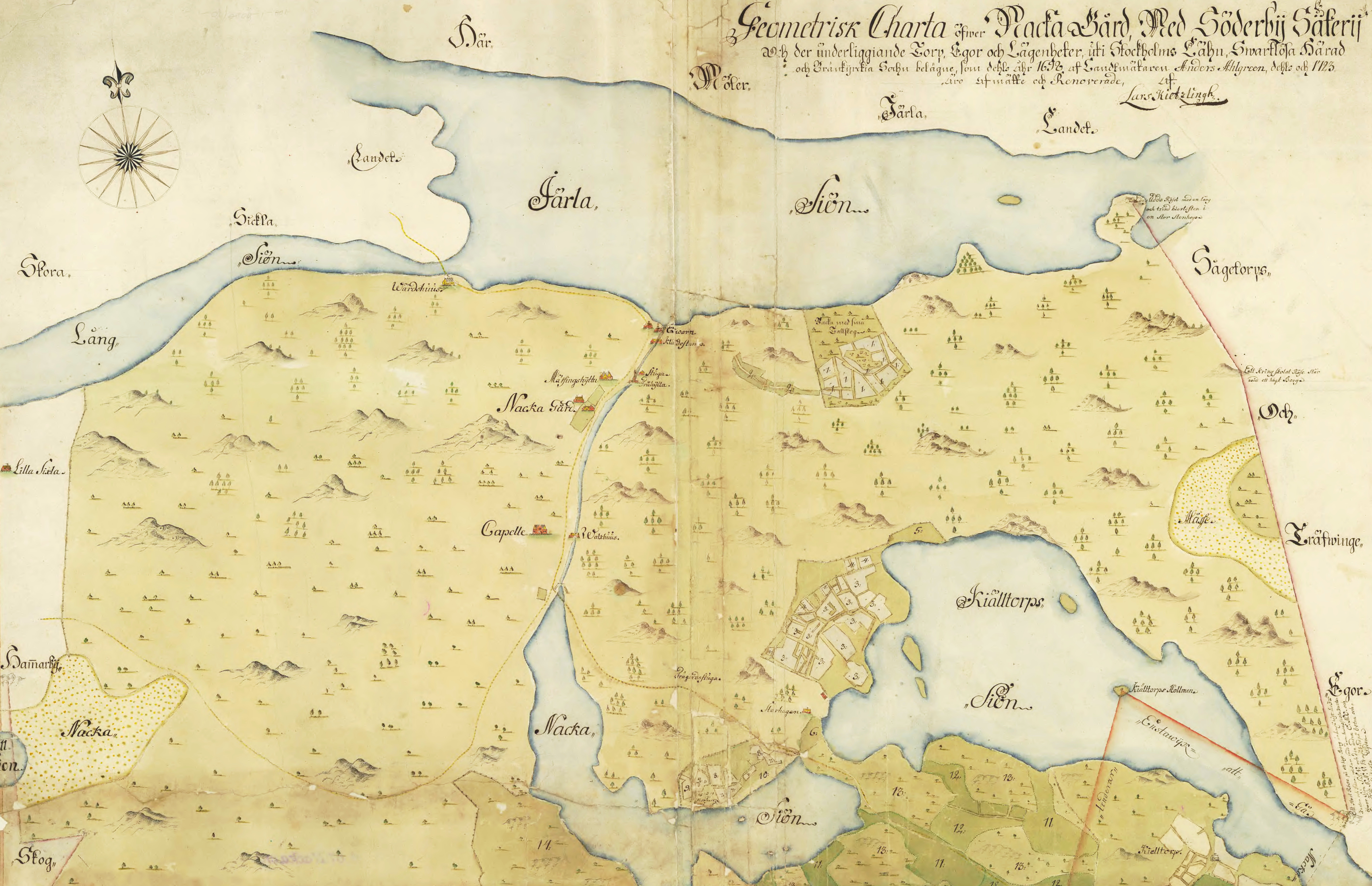
Karta från 1698 vidande Järlasjön, Källtorpssjön och Nacka sjön (Dammtorpssjön).

## Dammtorp
Väster om sjön fanns torpet/gården Dammtorp, där nu golfbanan ligger vid vattnet. Dammtorpet byggdes som torp åt torparen på Söderby runt 1730. Från mitten av 1700-talet blev det bebott av Stockholmare som byggde ut det till ett hus av herrgårdskaraktär. Det brann ner 1911.

## Bilder

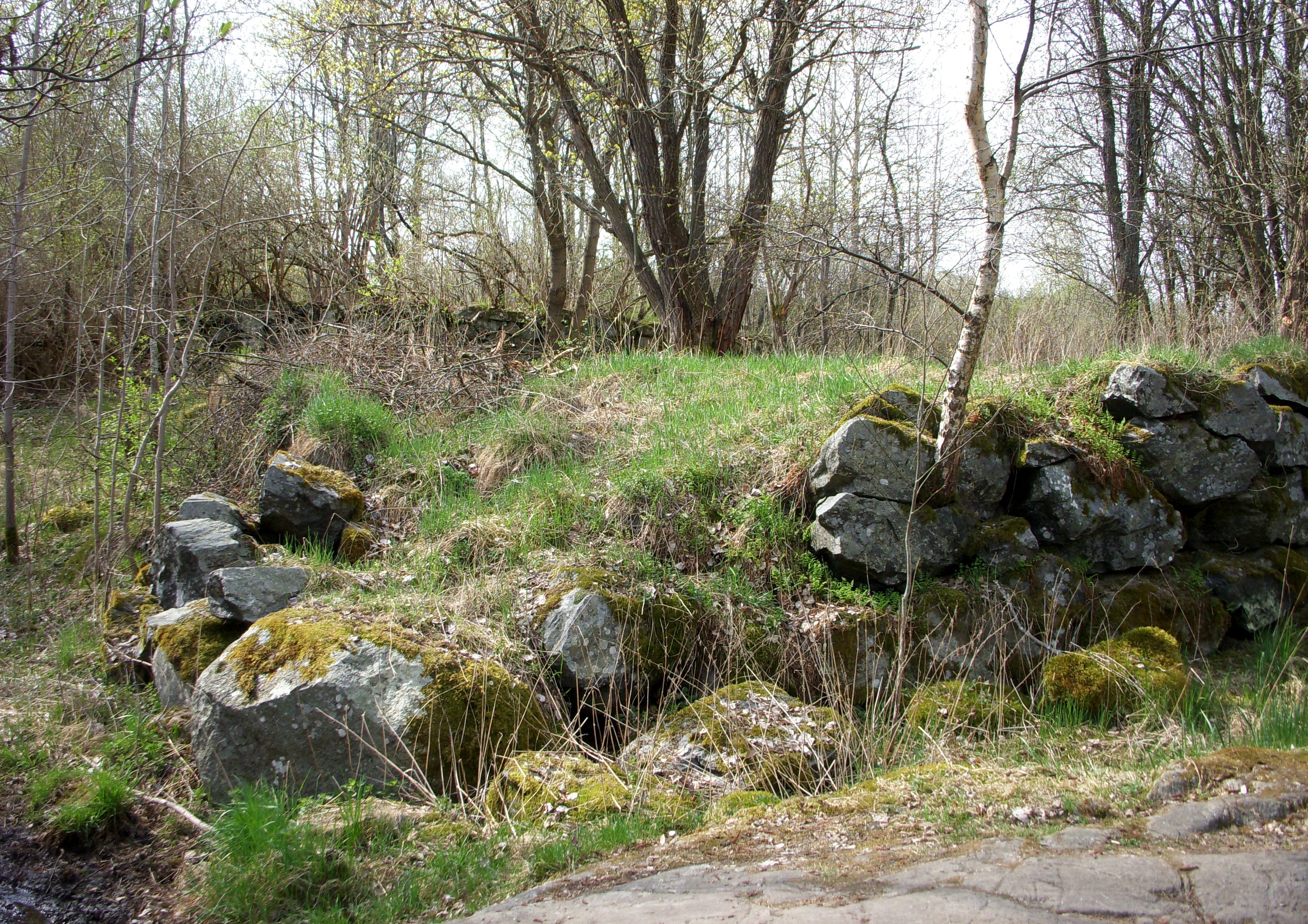
Dammtorpets husgrund.
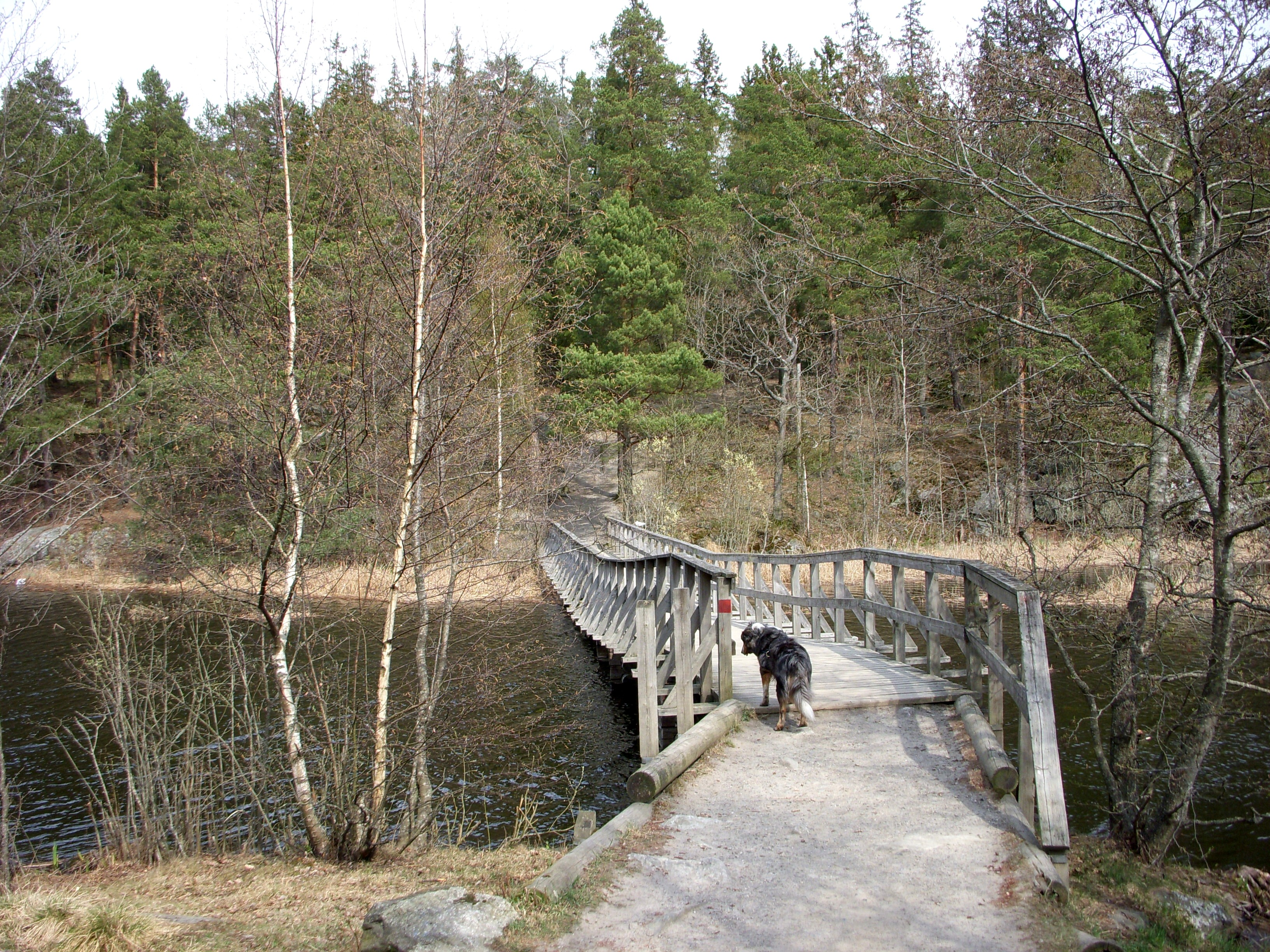
Gång- och cykelbron.
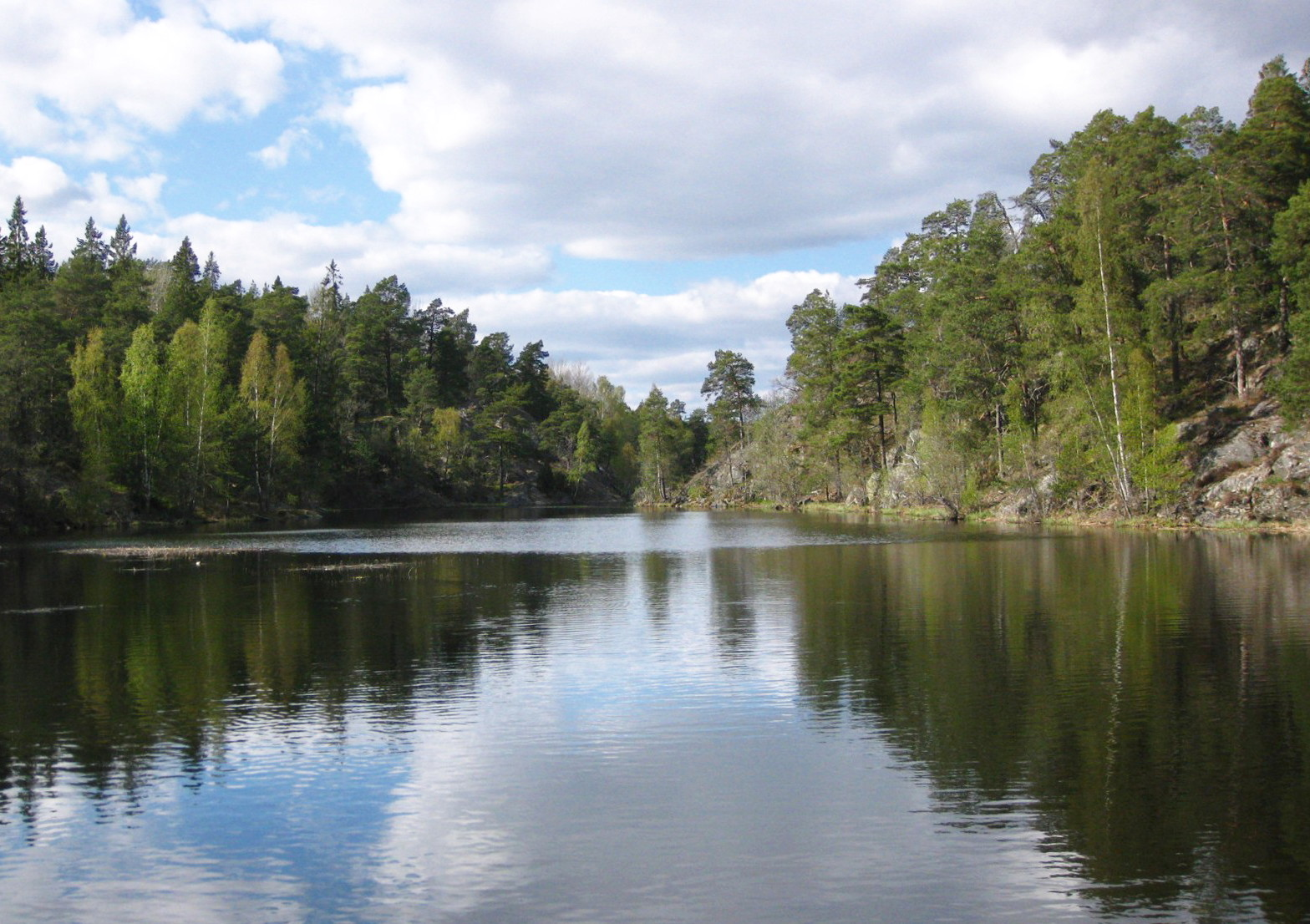
Sjöns södra del sedd från bron.

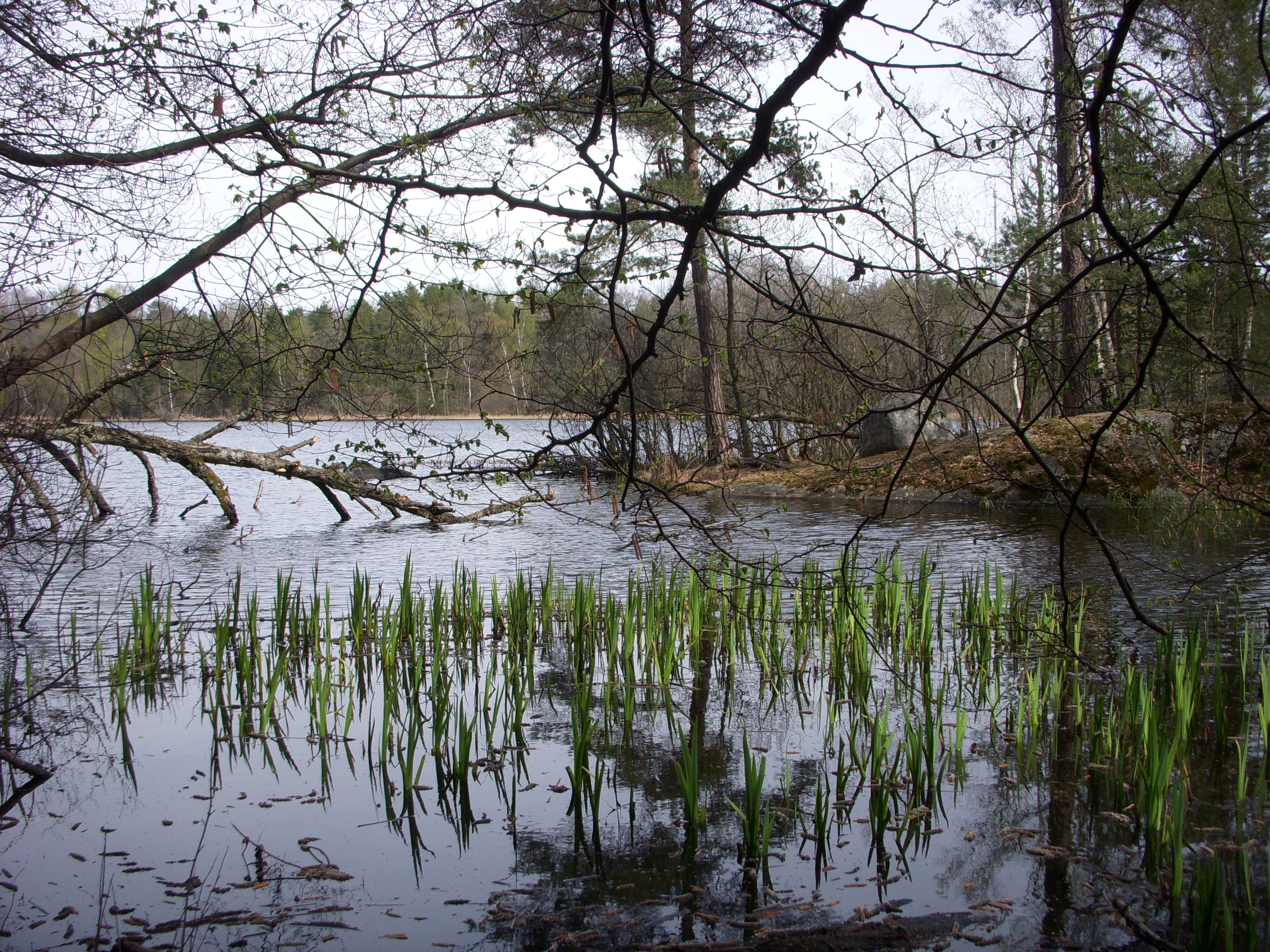
Sjöns norra del.
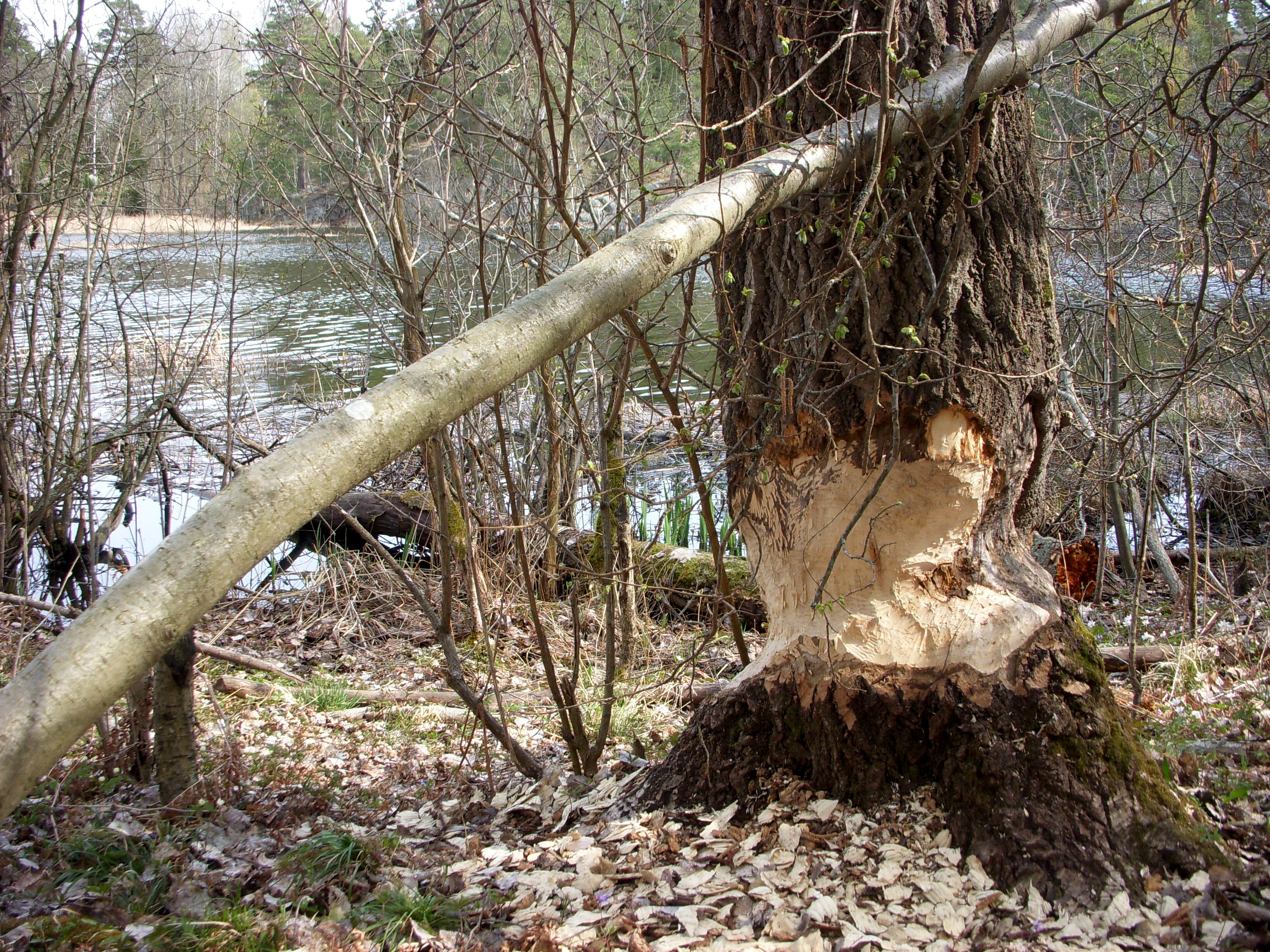
Bävergnag.
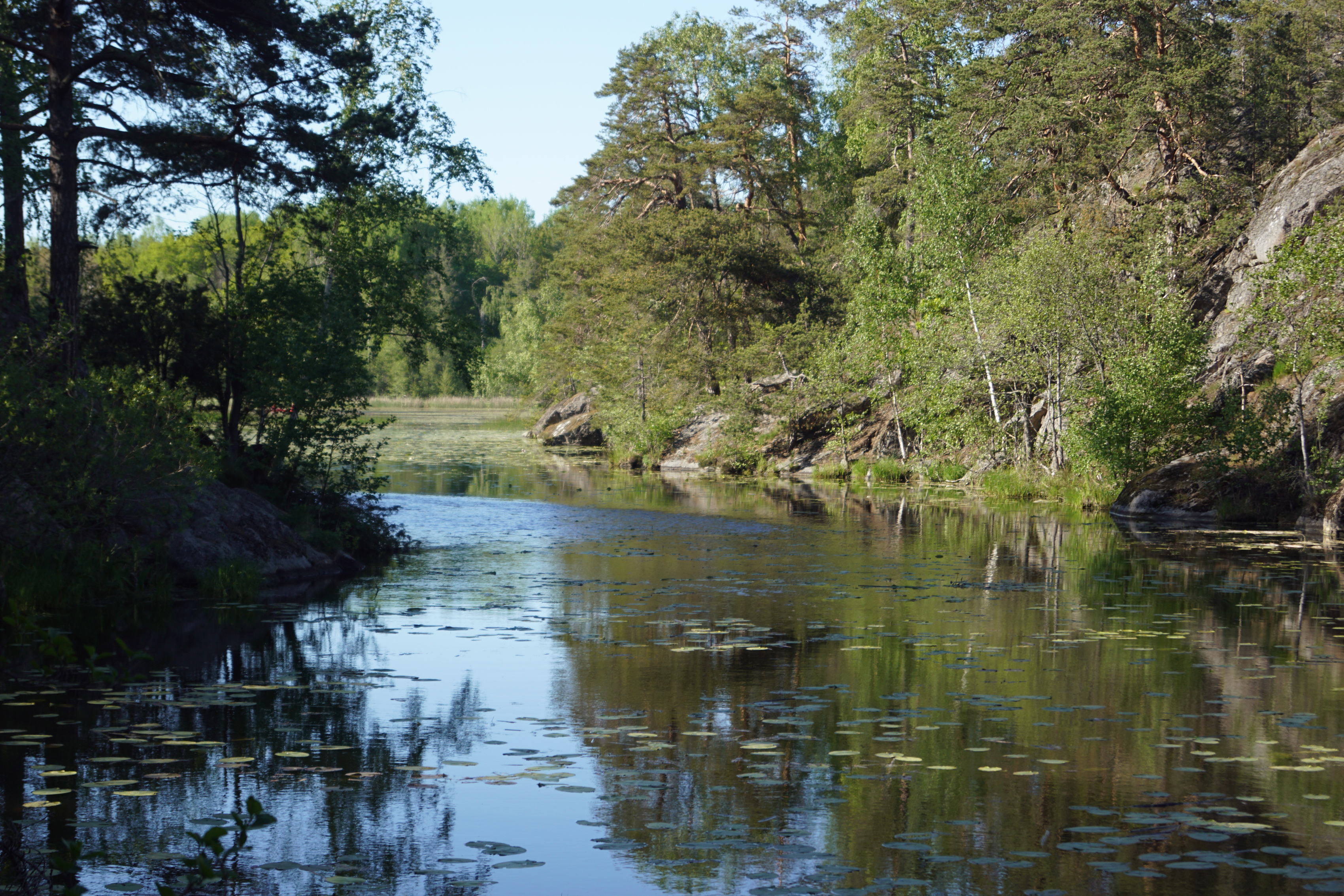
Sjöns södra del.

## Fisk
Vid provfiske har följande fisk fångats i sjön:
- Abborre
- Björkna
- Gädda
- Mört
- Sarv
- Sutare

## Delavrinningsområde
Dammtorpssjön ingår i delavrinningsområde (657679-163326) som SMHI kallar för Utloppet av Dammtorpssjön. Medelhöjden är 38 meter över havet och ytan är 1,1 kvadratkilometer. Räknas de 4 avrinningsområdena uppströms in blir den ackumulerade arean 13,57 kvadratkilometer. Avrinningsområdets utflöde Nackaån mynnar i havet. Avrinningsområdet består mestadels av skog (57 procent). Avrinningsområdet har 1,45 kvadratkilometer vattenytor vilket ger det en sjöprocent på 10,3 procent. Bebyggelsen i området täcker en yta av 4,13 kvadratkilometer eller 29 procent av avrinningsområdet.